# Roxanne Forget
Roxanne Forget (17 de enero de 1971) es una deportista canadiense que compitió en taekwondo.
Ganó una medalla en el Campeonato Mundial de Taekwondo de 1997, y dos medallas en el Campeonato Panamericano de Taekwondo en los años 1998 y 2000. En los Juegos Panamericanos consiguió dos medallas en los años 1995 y 1999.

## Palmarés internacional
| Campeonato Mundial      | Campeonato Mundial        | Campeonato Mundial | Campeonato Mundial |
| Año                     | Lugar                     | Medalla            | Categoría          |
| ----------------------- | ------------------------- | ------------------ | ------------------ |
| 1997                    | Hong Kong (China)         | Medalla de plata   | –51 kg             |
| Juegos Panamericanos    |                           |                    |                    |
| Año                     | Lugar                     | Medalla            | Categoría          |
| 1995                    | Mar del Plata (Argentina) | Medalla de plata   | –51 kg             |
| 1999                    | Winnipeg (Canadá)         | Medalla de oro     | –49 kg             |
| Campeonato Panamericano |                           |                    |                    |
| Año                     | Lugar                     | Medalla            | Categoría          |
| 1998                    | Lima (Perú)               | Medalla de bronce  | –51 kg             |
| 2000                    | Oranjestad (Aruba)        | Medalla de plata   | –51 kg             |